# 朱氏淵眼魚
朱氏淵眼魚，為黑頭魚科的其中一種，為深海魚類，分布於中西太平洋印尼及澳洲海域，棲息深度可達1473公尺，棲息在中層水域，生活習性不明。

## 扩展阅读
維基物種上的相關：朱氏淵眼魚